# 48è Festival Internacional de Cinema de Canes
El 48è Festival Internacional de Cinema de Canes es va dur a terme del 17 al 28 de maig de 1995. La Palma d'Or fou atorgada a Underground d'Emir Kusturica.
El festival va obrir amb La Cité des enfants perdus, dirigida per Jean-Pierre Jeunet i va tancar amb The Quick and the Dead, dirigida per Sam Raimi. Carole Bouquet va exercir de mestressa de cerimònies.

## Jurat

### Competició principal
Les següents persones foren nomenades per formar part del jurat de la competició principal en l'edició de 1995:
- Jeanne Moreau (França) President
- Gianni Amelio (Itàlia)
- Jean-Claude Brialy (França)
- Nadine Gordimer (Sud-àfrica)
- Gaston Kabore (Burkina Faso)
- Michele Ray-Gavras (França)
- Emilio Garcia Riera (Mèxic)
- Philippe Rousselot (França)
- John Waters (USA)
- Mariya Zvereva (Rússia)

### Càmera d'Or
Les següents persones foren nomenades per formar part del jurat de la Càmera d'Or de 1995:
- Michel Deville (Director) (França) President
- Alberto Barbera (director del Museu del Cinema) (Itàlia)
- Caroline Million-Rousseau (Cinèfil) (França)
- Didier Beaudet (França)
- Istvan Gaal (Director) (Hongria)
- Michel Demopoulos (Crític)
- N.T. Binh (Distribuïdor)

## Selecció oficial

### En competició – pel·lícules
Les següents pel·lícules competiren per la Palma d'Or:
- Angels & Insects de Philip Haas
- Between the Devil and the Deep Blue Sea de Marion Hänsel
- Beyond Rangoon de John Boorman
- Carrington de Christopher Hampton
- Dead Man de Jim Jarmusch
- N'oublie pas que tu vas mourir de Xavier Beauvois
- Ed Wood de Tim Burton
- Hǎonán hǎonǚ de Hou Hsiao-hsien
- Historias del Kronen de Montxo Armendáriz
- Jefferson in Paris de James Ivory
- Kids de Larry Clark
- L'amore molesto de Mario Martone
- La Cité des enfants perdus de Marc Caro, Jean-Pierre Jeunet
- La Haine de Mathieu Kassovitz
- Land and Freedom de Ken Loach
- O Convento de Manoel de Oliveira
- Senatorul melcilor de Mircea Daneliuc
- Sharaku de Masahiro Shinoda
- The Madness of King George de Nicholas Hytner
- The Neon Bible de Terence Davies
- To Vlemma tu Odissea de Theodoros Angelopoulos
- Underground de Emir Kusturica
- Waati de Souleymane Cissé
- Yáo a yáo, yáo dào wàipó qiáo de Zhang Yimou

### Un Certain Regard
Les següents pel·lícules foren seleccionades per competir a Un Certain Regard:
- A részleg de Péter Gothár
- Augustin d'Anne Fontaine
- Bye-Bye de Karim Dridi
- Canadian Bacon de Michael Moore
- Etz Hadomim Tafus d'Eli Cohen
- Ren yue huang hun de Yi Fei Chen
- Georgia de Ulu Grosbard
- Haramuya de Drissa Toure
- Indradhanura Chhai de Sushant Misra
- L'aube à l'envers de Sophie Marceau
- Le plus bel âge... de Didier Haudepin
- Lessons in the Language of Love de Scott Patterson
- Liev S Sedoi Borodoi d'Andrei Khrzhanovskii
- Lisbon Story de Wim Wenders
- Muzyka dlya dekabrya de Ivan Dykhovichny
- Nobat e Asheghi de Mohsen Makhmalbaf
- Kaki bakar de U-Wei Haji Saari
- Rude de Clement Virgo
- Salam Cinema de Mohsen Makhmalbaf
- Tempo di Viaggio de Tonino Guerra, Andrei Tarkovsky
- The Englishman Who Went Up a Hill But Came Down a Mountain de Christopher Monger
- The Monkey Kid de Xiao-Yen Wang
- The Poison Tasters d'Ulrik Theer
- Things to Do in Denver When You're Dead de Gary Fleder
- Two Nudes Bathing de John Boorman
- Unstrung Heroes de Diane Keaton

### Pel·lícules fora de competició
Les següents pel·lícules foren seleccionades per ser projectades fora de competició:
- Desperado de Robert Rodriguez
- Kiss of Death de Barbet Schroeder
- The Quick and the Dead de Sam Raimi
- The Usual Suspects de Bryan Singer
- To Die For de Gus Van Sant

### Curtmetratges en competició
Els següents curtmetratges competien per Palma d'Or al millor curtmetratge:
- A Hamok Dala de Ferenc Cako
- Despondent Divorcee de Jonathan Ogilvie
- Domo de Maurizio Forestieri
- Gagarine de Alexij Kharitidi
- Koza de Nuri Bilge Ceylan
- Les Enfants s'ennuient le Dimanche de Sophie Perez, Matthieu Poirot-Delpech
- Sortie de Bain de Florence Henrard
- Swinger de Gregor Jordan
- The Beast de Rhoderyc C. Montgomery
- The Pan Loaf de Sean Hinds

## Seccions paral·leles

### Setmana Internacional dels Crítics
Els següents llargmetratges van ser seleccionats per ser projectats per a la trenta-quatrena Setmana de la Crítica (34e Semaine de la Critique):
Pel·lícules en competició
- Manneken Pis de Frank Van Passel (Bèlgica)
- Soul Survivor de Stephen Williams (Canadà)
- A ba de qing ren de Steve Wang Hsieh-Chih (Taïwan)
- Mute Witness d'Anthony Waller (Alemanya)
- Denise Calls Up de Hal Salwen (Estats Units)
- Madagascar skin de Chris Newby (U.K.)
- Los hijos del viento de Fernando Merinero (Espanya)

Curtmetratges en competició
- An Evil Town de Richard Sears (Estats Units)
- Movements of the Body de Wayne Traudt (Canadà)
- Ubu de Manuel Gomez (França / Bèlgica)
- The Last Laugh de Robert Harders (Estats Units)
- Adios, toby, adios de Ramón Barea (Espanya)
- Surprise! de Veit Helmer (Alemanya)
- Le Pendule de Madame Foucault de Jean-Marc Vervoort (Bèlgica)

### Quinzena dels directors
Les següents pel·lícules foren exhibides en la Quinzena dels directors de 1995 (Quinzaine des Réalizateurs):
- 3 Steps To Heaven de Constantine Giannaris
- An Awfully Big Adventure de Mike Newell
- Badkonake sefid de Jafar Panahi
- Café Society de Raymond DeFelitta
- Der Kopf des Mohren de Paulus Manker
- Eggs de Bent Hamer
- Eldorado de Charles Binamé
- Faute de soleil de Christophe Blanc
- Heartbreak Island de Hsu Hsiao-Ming
- Heavy de James Mangold
- Hikayat al-Jawahir al-Thalath de Michel Khleifi
- L'Enfant noir de Laurent Chevallier
- Le confessionnal de Robert Lepage
- Le Rocher d'Acapulco de Laurent Tuel
- Nella mischia de Gianni Zanasi
- Pather Panchali de Satyajit Ray
- Revivre de Jean-Luc Raynaud
- Safe de Todd Haynes
- Tuđa Amerika de Goran Paskaljevic
- Sommaren de Kristian Petri
- Visiblement je vous aime de Jean-Michel Carré

Curtmetratges
- Le Bus de Jean-Luc Gaget
- Corps inflammables de Jacques Maillot
- Rebonds de Marine Place
- La Vie à Rebours de Gaël Morel
- Une visite de Philippe Harel

## Premis

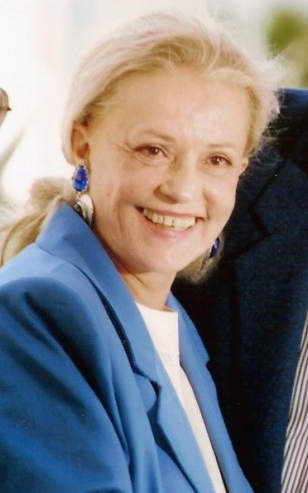
Jeanne Moreau, president del jurat

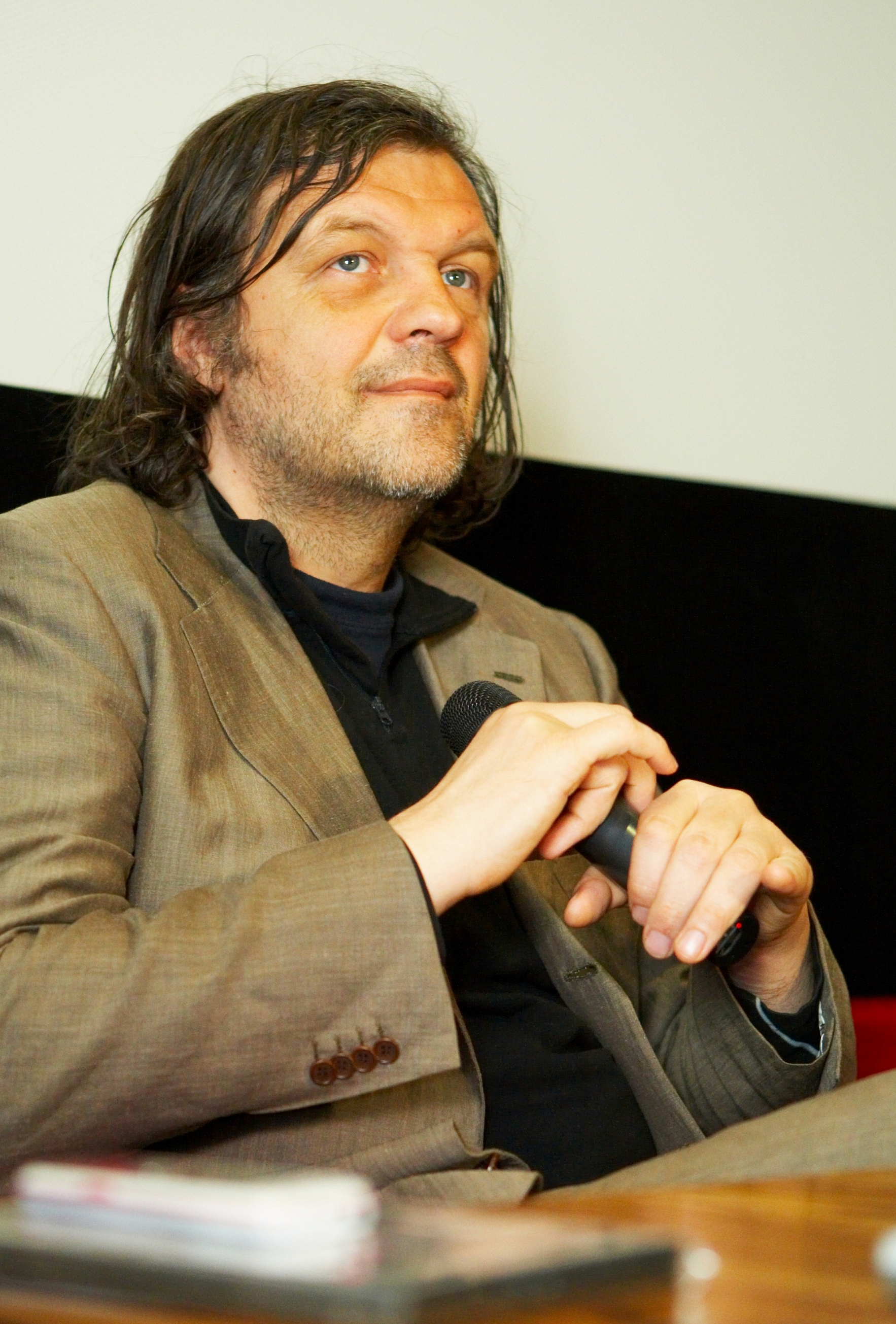
Emir Kusturica, guanyador de la Palma d'Or

### Premis oficials
Els guardonats en les seccions oficials de 1995 foren:
- Palme d'Or: Underground d'Emir Kusturica
- Grand Prix: To Vlemma tu Odissea de Theodoros Angelopoulos
- Millor director: Mathieu Kassovitz per La Haine
- Millor actriu: Helen Mirren per The Madness of King George
- Millor actor: Jonathan Pryce per Carrington
- Premi del Jurat: N'oublie pas que tu vas mourir de Xavier Beauvois
- Jury Special Prize: Carrington de Christopher Hampton

Càmera d'Or
- Caméra d'Or: Badkonake sefid de Jafar Panahi
- Càmera d'Or- Menció especial: Denise Calls Up de Hal Salwen

Curtmetratges
- Palma d'Or al millor curtmetratge: Gagarin de Alexij Kharitidi
- Premi del Jurat: Swinger de Gregor Jordan

### Premis independents
Premis FIPRESCI
- Land and Freedom de Ken Loach (En competició)
- To Vlemma tu Odissea de Theodoros Angelopoulos (En competició)

Commission Supérieure Technique
- Gran Premi Tècnic: Lü Yue (fotografia) a Yáo a yáo, yáo dào wàipó qiáo de Zhang Yimou

Jurat Ecumènic
- Premi del Jurat Ecumènic: Land and Freedom - Ken Loach
- Jurat Ecumènic – Menció especial: Between the Devil and the Deep Blue Sea - Marion Hänsel[14]

Premi de la joventut
- Pel·lícula estrangera: Manneken Pis de Frank Van Passel
- Pel·lícula francesa: Bye-Bye de Karim Dridi

Premis en el marc de la Setmana Internacional de la Crítica
- Premi Mercedes-Benz: Manneken Pis de Frank Van Passel
- Premi Canal+: An Evil Town de Richard Sears
- Grand Golden Rail: Manneken Pis de Frank Van Passel

Premi especial
- Miracle in Bosnia de Dino Mustafić

## Mèdia
- INA: Apertura del Festival de 1995 ((francès))
- INA: Llista de guanyadors del Festival de 1995 ((francès))